# Adolf Stark (Schriftsteller)
Adolf Stark (* 8. Oktober 1873 in Prag; † 2. Mai 1943 im Ghetto Theresienstadt) war ein böhmisch-österreichischer Dichter, Schriftsteller, Arzt, Politiker und Freimaurer.

## Leben
Stark war der jüngste Sohn eines mittellosen jüdischen Buchhalters aus Prag. Nach dem Tod des Vaters 1889 musste er sich seinen Lebensunterhalt mit Nachhilfeunterricht selbst verdienen. Er absolvierte erfolgreich ein Gymnasial- und Universitätsstudien in Prag und promovierte dort an der K. k. deutschen Karl-Ferdinands-Universität zum Doktor. Noch während seiner Studienzeit trat Stark der Sozialdemokratischen Arbeiterpartei (ADAV), dem Vorläufer der Deutschen Sozialdemokratischen Arbeiterpartei in der Tschechoslowakischen Republik (DSAP) bei. Er gehörte Mitte der 1890er Jahre zu den Mitbegründern des Vereins deutscher Arbeiter in Prag. Ende der 1890er ließ sich Adolf Stark in Falkenau an der Eger (Falknov nad Ohří), dem heutigen Sokolov nieder und arbeitete dort als Bezirkskrankenkassenarzt. Mit seiner Frau, die er 1901 in Falkenau heiratete, hatte er zwei Söhne. Der jüngere von beiden war der spätere Soziologe und Ökonom Werner Stark. 1905 zog die Familie nach Marienbad, wo Stark als Arzt einer Bergarbeitergewerkschaft arbeitete, eine Badepraxis eröffnete und seine Karriere als nebenberuflicher Autor begann. Er beherbergte ab April 1933 den deutschen Philosophen und Schriftsteller Theodor Lessing und seine Frau in der ihm gehörenden und als Kinderferienhaus dienenden Villa „Edelweiß“ an der Waldquellzeile, heute Villa „Locarno“ in der Třebízského ulice 213/33, bis zu dessen Ermordung Ende August 1933.
Adolf Stark war Mitglied der Marienbader Freimaurerloge „Goethe im Tal des Friedens“ und wurde am 24. Oktober 1942 mit dem Transport Ca-457 in das Ghetto Theresienstadt deportiert, wo er am 2. Mai 1943 verstarb.

## Tätigkeit als Schriftsteller und Dichter
Starks Œuvre umfasste hauptsächlich belletristische Texte beinahe jedes damals gängigen Genres wie beispielsweise Gesellschaftsnovellen, Humoresken, Liebes-, Lausbuben-, Jagd-, Abenteuer-, Spionagegeschichten, Märchen und während des Ersten Weltkriegs auch patriotische Kriegserzählungen sowie medizinische und psychologische Abhandlungen, Gesundheitstipps, philosophische Betrachtungen, Artikel zum Brauchtum, Aberglauben und Volksleben. Seine Vorliebe galt Kriminal- und Detektivgeschichten und skurrilen fantastischen Erzählungen.
Starks Tätigkeit als Schriftsteller und Dichter begann in Falkenau. Dort verfasste er Gedichte, die vor allem in verschiedenen Parteiblättern der Sozialdemokratischen Arbeiterpartei veröffentlicht wurden. In Marienbad entstand sein Hauptwerk in Form von vor allem kurzer Belletristik für die Feuilletons diverser Zeitungen und Zeitschriften, die im gesamten deutschsprachigen Raum sowie in der deutschsprachigen Presse Osteuropas und der Vereinigten Staaten erschienen. Auch einige längere Romane wurden zunächst als längere Fortsetzungen im Feuilleton verschiedenster Zeitungen und Zeitschriften abgedruckt, bevor sie in Buchform publiziert wurden.
Mitte der 1920er beendete Stark seine schriftstellerische Tätigkeit bis auf gelegentliche Veröffentlichungen älterer Texte zugunsten seiner politischen Arbeit als Stadtrat in Marienbad.

## Werke (Auswahl)
- 1920 Im Banne der Leidenschaft, Carl Henschel Verlag.
- 2025 Der Unsichtbare, Verlag Dornbrunnen, ISBN 978-3-943275-80-3.